# بيتر شميت (كاتب)
بيتر شميت (بالألمانية: Peter Schmidt)‏ (و. 1944  م) هو كاتب، وكاتب خيال علمي ألماني، ولد في غيشر.